# Leptachirus darwinensis
Leptachirus darwinensis is een straalvinnige vissensoort uit de familie van de eigenlijke tongen (Soleidae). De wetenschappelijke naam van de soort is voor het eerst geldig gepubliceerd in 2007 door Randall.